# Задубье (Брестская область)
Заду́бье (бел. Заду́б’е) — деревня в Мальковичском сельсовете Ганцевичского района Брестской области Белоруссии. Население — 168 человек (2019).

## География
Деревня расположена в 34 км южнее города Ганцевичи и в 10 км западнее Мальковичей на границе с Пинским районом. В деревню ведёт местная автодорога Мальковичи — Задубье. Деревня окружена заболоченными лесами и частично мелиорированными территориями. Местность принадлежит бассейну Днепра, вокруг деревни есть сеть мелиоративных канав со стоком в Корытинский канал, а оттуда — в Цну. Ближайшая ж/д станция — в Мальковичах (линия Барановичи — Лунинец).

## История
В XIX веке деревня принадлежала Пинскому уезду Минской губернии. В 1909 году в Задубье насчитывалось 58 дворов и 333 жителя.
Согласно Рижскому мирному договору (1921) деревня вошла в состав межвоенной Польши, где принадлежала Лунинецкому повету Полесского воеводства. В 1921 году здесь было 85 домов и 479 жителей. С 1939 года в составе БССР.
С 30 июня 1941 года по 8 июля 1944 года оккупирована немецко-фашистскими захватчиками. На фронтах войны погибли или пропали без вести 27 жителей деревни. 29 декабря 1943 года гитлеровцы почти полностью сожгли Задубье, уничтожив 149 дворов и погубив 48 жителей. После войны деревня восстановлена, жертвы нацизма увековечены в мемориальном комплексе Хатынь. В 1967 году в память о погибших земляках в центре деревни установлен памятник.

## Достопримечательность
- Памятник землякам (1967 г.)
- Памятный знак в память о сожженной в годы Великой Отечественной войны деревне Задубье Ганцевичского района[5]